# Vireó chivi
El vireó chivi (Vireo chivi) és un ocell de la família dels vireònids (Vireonidae).

## Hàbitat i distribució
Habita el bosc decidu, bosc obert i vegetació secundària a les terres baixes des de Colòmbia, Veneçuela (incloent l'illa Margarita), Trinitat, Tobago i Guaiana, cap al sud, per l'oest dels Andes, fins al nord-oest del Perú i per l'est dels Andes fins l'est del Perú, Bolívia, Brasil, Uruguai i nord i centre de l'Argentina.

## Taxonomia
De vegades es considera que Vireo chivi forma part de Vireo olivaceus. El Congrés Ornitològic Internacional versió 13.1 (2023) però, les considera espècies diferents, arran treballs com ara Battey et Klicka 2017